# پائولا کالنبرگ
پائولا کالنبرگ (آلمانی: Paula Kalenberg؛ زادهٔ ۹ نوامبر ۱۹۸۶) هنرپیشه اهل آلمان است. وی از سال ۲۰۰۱ میلادی تاکنون مشغول فعالیت بوده‌است. وی در سال ۲۰۰۹ برنده جایزه گلدن کمرا شده‌است.